# Felipe Miñambres
Felipe Miñambres Fernández, född 29 april 1965, är en spansk fotbollstränare och före detta professionell fotbollsspelare. Han spelade som mittfältare för fotbollsklubbarna Zamora, Sporting de Gijón B, Sporting de Gijón och Tenerife mellan 1984 och 1999. Han spelade också sex landslagsmatcher för det spanska fotbollslandslaget mellan 1989 och 1994.
Efter den aktiva spelarkarriären har han tränat Tenerife, Hércules, Salamanca, Alicante, Lleida och Rayo Vallecano.